# Pneumercator
El Pneumercator és un instrument de mesura dissenyat per poder proporcionar una indicació remota dels continguts dels tancs d'emmagatzematge ventilats que contenen líquids dins d'un ampli ventall de viscositats. S'utilitza tant en la indústria com a bord dels vaixells.

## Descripció
El Pneumercator va ser inventat per Harry S. Parks, de Filadelfia, Pa., Amb la intenció de subministrar un aparell per a mesurar amb extrema precisió la profunditat i el volum dels líquids continguts en dipòsits, embassaments, etc., i registrar aquesta mesura a un lloc adequat i a qualsevol distància d'aquest dipòsit o embassament.
Va ser fabricat en diversos models per complir els requisits de cada aplicació, tots els quals funcionen amb el mateix principi i consten fonamentalment dels mateixos elements.
Aquests elements són:
(1) Una cambra d'equilibri
(2) Un manòmetre de mercuri, calibrat en peus i polzades i les unitats corresponents de pes o volum;
(3) Una bomba o un altre mitjà de subministrament d'aire a pressió;
(4) Una vàlvula de control, directament connectada al manòmetre de mercuri i també connectada amb un commutador, a través d'unes petites canonades, a la cambra d'equilibri i a la bomba d'aire.
La figura 1 mostra un diagrama de les parts que el componen, i la figura 2 un detall de la vàlvula de control.
Al col·lol lar la palanca de la vàlvula de control en les diferents posicions, la connexió es fa exclusivament,
(A) entre la cambra de balanç i la bomba d'aire,
{B) entre la cambra de balanç i el manòmetre,
(C) la lectura del manòmetre de la columna de mercuri es pot posar a zero sense perdre la pressió del conjunt